# ブルーバード (ポール・マッカートニー&ウイングスの曲)
「ブルーバード」（英語: Bluebird）は、ポール・マッカートニーとリンダ・マッカートニーによる楽曲。ポール・マッカートニー&ウイングスの1973年のアルバム『バンド・オン・ザ・ラン』に収録された。

## 解説
歌詞がとても甘く、ホーウィー・ケイシーのサックスとレミ・ケバカのパーカッションが印象的なポール・マッカートニーが得意とするアコースティック・バラード。
作家のジョン・ブラニーによると、この曲はジャマイカでの休暇の間に書かれたとしている。しかし、作家のヴィンセント・ベニテスは、1971年にニューヨークで行われたポールとリンダ・マッカートニーのインタヴューの間に彼らがこの曲を歌っていることから、1970年または71年の早い時期に書かれたと主張している。ヨーロッパではシングル「ミセス・ヴァンデビルト」のB面としてリリースされた。

## レコーディング
「ブルーバード」は1971年、マッカートニーがジャマイカでの休暇を取っていた期間に作られたと考えられる。『バンド・オン・ザ・ラン』の大半は1973年8月から9月にかけてナイジェリアのラゴスで録音されたが、この曲は1973年後半にロンドンのAIRスタジオで完成した。しかしながら、この曲でパーカッションを担当したレミ・ケバカはラゴス出身であったが、偶然にロンドンにいたことで録音が行われた。曲のハイライトの一つは、セッション・ミュージシャンのホーウィー・ケーシーによるサキソフォンである。ケーシーは1975年と76年のウイングスのワールド・ツアーでもこの曲でソロを担当した。その他の特徴としては、アコースティックギターとカリプソ調のパーカッションである。

## 歌詞およびコード
歌詞は歌い手が愛情を持って自分自身を青い鳥と比較する。曲は単純でリズミカルなチャートを基本としたフレーズ「"I'm a Bluebird"」がマッカートニーによって繰り返され、リンダとデニー・レインがハーモニーを歌う。ブラニーは「ブルーバード」を「愛の飛びぬけて優れた力と心身の束縛からの人間の精神の解放のための比喩」と解釈する。ベニテスは、ブルーバードを愛 - 飛びぬけて優れた自由の唯一の元である愛 - そのもののための比喩と考える。曲は序盤の動揺の後、歌い手の活性化について語る。ジョン・ランドーは曲を「単純なラブソング」と言うが、「空を飛ぶ」モチーフがアルバム『バンド・オン・ザ・ラン』を通して流れる「脱出」というテーマを継続しているとする。歌い手は恋人に対して、ブルーバードとして彼女にキスすると、彼女もブルーバードになることができると話す。その時点で、彼らは全くの自由となる。
曲のキーはギターの調律によってEフラットメジャーに聞こえるが、実際はFメジャーである。ベニテスは「ヴァースとコーラスのハーモニーは、各々のヴァースの歌詞が質問となることを強く示唆する。そして、ブルーバードとしての感嘆を通して各々のコーラスに応える。」と曲について述べている。

## レコーディング・メンバー
- ポール・マッカートニー - リードボーカル, ギター
- リンダ・マッカートニー - バックボーカル
- デニー・レイン - バックボーカル, ギター
- ハウイー・ケイシー - サキソフォン
- レミ・ケバカ - パーカッション

## 反応
オールミュージックのドナルド・ガリスコは「ブルーバード」を「なめらかなアレンジメントのおかげで魅力溢れる単純なアコースティック・ポップ」で「楽しく、快活なポップ曲」と評価した。作家のロイ・カーとトニー・タイラーはこの曲をマッカートニーの「軽快なタッチ...素晴らしい作品である『ブルーバード』（『ホワイトアルバム』の「ブラックバード」を思い出す）」とした。
ポール・マッカートニー&ウイングスは、日本への入国を拒否されツアーができなかったことで、日本のファンに対する謝罪として「ブルーバード」を録音した。ビデオの不完全なバージョンが『バンド・オン・ザ・ラン』25周年記念エディションに収録された。また、この曲の長尺バージョンが2001年のドキュメンタリー「Wingspan - An Intimate Portrait」に収録された。